# Basil Spalding de Garmendia
Basil Spalding de Garmendia (n. 28 februarie 1860, Baltimore, America Britanică⁠(d), Regatul Marii Britanii – d. 9 noiembrie 1932, Saint-Raphaël, Provence-Alpes-Côte d'Azur, Franța) a fost un jucător de tenis ce a reprezentat Statele Unite ale Americii, medaliat olimpic. A participat la o ediție a Jocurilor Olimpice (1900) în care a câștigat o medalie de argint.

## Participări
Lista de mai jos prezintă principalele competiții la care a participat Basil Spalding de Garmendia de-a lungul carierei.
- double messieurs de tennis aux Jeux olympiques d'été de 1900[*]